# 2 euro commemorativi emessi nel 2011
| Immagine | Paese              | Tema | Tiratura   | Emissione        | Disegnatore                     |
| --- | ------------------ | --- | ---------- | ---------------- | ------------------------------- |
| | Slovacchia         | 20º anniversario del Gruppo di Visegrád                                                                                              | 1.000.000  | 10 gennaio 2011  | Miroslav Rónai                  |
| Descrizione: nella parte interna della moneta è raffigurata una mappa dei quattro paesi comprendenti il gruppo di Visegrad: la Repubblica di Polonia, la Repubblica ceca, la Repubblica slovacca e la Repubblica di Ungheria. La mappa è integrata dall’abbreviazione stilizzata «V IV». Il nome dello Stato di emissione, «SLOVENSKO», è posto nella parte destra inferiore e l’indicazione dell’anno «2011» figura nella parte sinistra inferiore della moneta. Il disegno è circondato dalla leggenda «VYŠEHRADSKÁ SKUPINA • VISEGRAD GROUP» e dalla data della fondazione del gruppo di Visegrad «15.2.1991». Le iniziali dell’autore del disegno della moneta, Miroslav Rónai «MR», e il marchio della zecca di Kremnica (Kremnica Mint), «MK», figurano sotto il nome del paese. Sull’anello esterno della moneta figurano le 12 stelle della bandiera dell’Unione europea. |                    | |            |                  |                                 |
| | Paesi Bassi        | 500º anniversario della Pubblicazione dell'Elogio della follia di Erasmo da Rotterdam                                                | 4.000.000  | 24 gennaio 2011  | Dylan Shields                   |
| Descrizione: la parte interna della moneta raffigura Erasmo nell'atto di scrivere il libro e l'effigie della Regina Beatrice. Fra queste due immagini è impressa, in verticale, la dicitura «Beatrix Koningin der Nederlanden» (Beatrice regina dei Paesi Bassi), seguita dall'indicazione dell'anno «2011», dal marchio della zecca e dal marchio del suo direttore generale («Maestro della zecca»). Sull’anello esterno della moneta figurano le 12 stelle della bandiera dell’Unione europea. |                    | |            |                  |                                 |
| | Germania           | Presidenza della Renania Settentrionale-Vestfalia al Bundesrat: Duomo di Colonia 6ª moneta della I serie dedicata ai Länder tedeschi | 30.925.000 | 28 gennaio 2011  | Heinz Hoyer                     |
| Descrizione: il disegno riporta integralmente l'immagine della cattedrale di Colonia, un capolavoro dell'architettura gotica, mettendo in rilievo la bellezza del portale sud. Il nome NORDRHEIN-WESTFALEN figura sotto l'edificio e collega l'immagine al Land. Il marchio della zecca, costituito dalle lettere A, D, F, G o J, è riportato nella parte superiore destra del cerchio interno, mentre le iniziali dell'artista, Heinz Hoyer, appaiono nella parte centrale destra. Sull’anello esterno della moneta figurano le 12 stelle della bandiera dell’Unione europea. Tra le stelle, in basso c'è il millesimo «2011» e in alto la lettera che indica il paese di emissione «D». |                    | |            |                  |                                 |
| | Lussemburgo        | 50º anniversario della nomina, da parte della granduchessa Carlotta, del figlio Giovanni a “Lieutenant-représentant”                 | 729.500    | 3 febbraio 2011  | Alain Hoffman                   |
| Descrizione: nel campo destro della parte interna della moneta è rappresentata l'effigie di Sua Altezza Reale, il Granduca Henri, con lo sguardo rivolto a sinistra, sovrapposta alle effigi del Granduca Giovanni e della Granduchessa Carlotta. Al di sopra delle tre effigi figura l'iscrizione «LËTZEBUERG», sopra la quale è riportata la data «2011», affiancata dal marchio della zecca e dal marchio del suo direttore generale («Maestro della zecca»). Il nome di Sua Altezza Reale figura sotto la rispettiva effigie. Sull’anello esterno della moneta figurano le 12 stelle della bandiera dell’Unione europea. |                    | |            |                  |                                 |
| | Spagna             | Palazzo di Alhambra 2ª moneta della serie dedicata ai siti spagnoli Patrimonio dell'umanità UNESCO                                   | 4.000.000  | 21 febbraio 2011 | Alfonso Morales Muñoz           |
| Descrizione: è rappresentata un'immagine del Patio de los Leones dell'Alhambra di Granada. In basso figurano il nome del paese di emissione «ESPAÑA» e l'indicazione dell'anno «2011», mentre in alto è visibile il marchio della zecca. Sull’anello esterno della moneta figurano le 12 stelle della bandiera dell’Unione europea. |                    | |            |                  |                                 |
| | Slovenia           | 100º anniversario della nascita di Franc Rozman                                                                                      | 1.000.000  | 21 marzo 2011    | Edi Berk                        |
| Descrizione: sul lato sinistro, effigie di Franc Rozman-Stane con stella a cinque punte nella parte inferiore. Sul lato destro della moneta, la dicitura «SLOVENIJA» separa la parte superiore da quella inferiore. Sotto la predetta dicitura, l’anno di emissione «2011» è inciso verticalmente. Nella parte superiore appaiono verticalmente, l’una sotto l’altra, le diciture «FRANC», «ROZMAN», «STANE» e orizzontalmente gli anni «1911» e «1944». Sull’anello esterno della moneta figurano le 12 stelle della bandiera dell’Unione europea. |                    | |            |                  |                                 |
| | Italia             | 150º anniversario dell'unità d'Italia                                                                                                | 10.000.000 | 22 aprile 2011   | Ettore Lorenzo Frapiccini       |
| Descrizione: al centro della parte interna della moneta sono raffigurate tre bandiere italiane mosse dal vento, che rappresentano rispettivamente il cinquantesimo anniversario del 1911, del 1961 e del 2011 e simboleggiano la continuità nel tempo: è questo il logo del 150º anniversario dell’Unità d’Italia. In alto è riportata l’iscrizione «150º DELL’UNITÀ D’ITALIA», a destra il monogramma del paese di emissione «RI» (Repubblica Italiana), mentre in basso figurano le date «1861 › 2011 › ». Sotto le date, al centro, è inserito il marchio della zecca «R» e sulla destra sono indicate le iniziali dell’incisore Ettore Lorenzo Frapiccini, seguite dalle prime tre lettere della sua professione: «ELF INC». Sull’anello esterno della moneta figurano le 12 stelle della bandiera dell’Unione europea.                                                       |                    | |            |                  |                                 |
| | Belgio             | 100º anniversario della giornata internazionale della donna                                                                          | 5.013.500  | 3 maggio 2011    | Luc Luycx                       |
| Descrizione: al centro della moneta sono raffigurate le effigi di Isala Van Diest e di Marie Popelin, rispettivamente la prima donna medico e la prima donna avvocato del Belgio. Sotto le effigi figurano i loro nomi, separati dall’anno di emissione «2011» e sovrastati dagli emblemi delle rispettive professioni. Sopra le effigi, rispettivamente a sinistra e a destra della sigla dello Stato di emissione «BE», figurano il marchio del direttore della zecca («maestro della zecca») e il marchio della zecca. Sull’anello esterno della moneta figurano le 12 stelle della bandiera dell’Unione europea. |                    | |            |                  |                                 |
| | Grecia             | XIII Special Olympics - Atene 2011                                                                                                   | 1.000.000  | 30 maggio 2011   | Georgios Stamatopoulos          |
| Descrizione: al centro della moneta è raffigurato un sole radioso, simbolo dei Giochi e sorgente di vita, che sottolinea l’eccellenza e la potenza dell’atleta che partecipa ai Giochi. L’eccellenza è rappresentata da un ramo di olivo, la potenza dalla spirale al centro del sole. L’immagine è incorniciata dalla scritta «XIII Special Olypmics W.S.G. Athens 2011» e dal nome del paese di emissione, «Ελληνικη Δημοκρατια», con il marchio della zecca inciso tra le due scritte. Sull’anello esterno della moneta figurano le 12 stelle della bandiera dell’Unione europea. |                    | |            |                  |                                 |
| | San Marino         | 500º anniversario della nascita di Giorgio Vasari                                                                                    | 130.000    | 4 giugno 2011    | Claudia Momoni                  |
| Descrizione: la parte centrale della moneta raffigura un particolare del dipinto di Giorgio Vasari «Giuditta decapita Oloferne». In basso al centro appaiono le due date «1511-2011», a sinistra figurano il nome «G. Vasari» e il marchio della zecca «R» e a destra le iscrizioni «San Marino» e «C.M.», ovvero le iniziali dell’autrice del logo Claudia Momoni. Sull’anello esterno della moneta figurano le 12 stelle della bandiera dell’Unione europea. |                    | |            |                  |                                 |
| | Francia            | 30º anniversario della Festa della musica                                                                                            | 10.014.404 | 21 giugno 2011   | Fabienne Courtiade              |
| Descrizione: la parte interna della moneta presenta una folla festosa, con la raffigurazione stilizzata di uno strumento musicale e di note musicali volteggianti in aria, per simboleggiare un'atmosfera di festa, la festa della musica che si tiene il giorno del solstizio d'estate in Francia fin dal 1981. Sempre al centro della moneta figurano le parole «Fête de la MUSIQUE» e la data «21 JUIN 2011». In alto, verso la destra, le parole «30e ANNIVERSAIRE» e in basso l'indicazione del paese «RF». Sull’anello esterno della moneta figurano le 12 stelle della bandiera dell’Unione europea. |                    | |            |                  |                                 |
| | Monaco             | Matrimonio di Alberto II di Monaco e Charlène Wittstock                                                                              | 147.877    | 2 luglio 2011    | Robert Prat                     |
| Descrizione: al centro della parte interna della moneta sono raffigurate le effigi del Principe Alberto e di Charlene. In basso figurano il nome del paese di emissione «MONACO» e l’indicazione dell’anno di emissione «2011». Il marchio della zecca e il marchio dell'incisore figurano rispettivamente prima e dopo la dicitura «MONACO 2011». Sull’anello esterno della moneta figurano le 12 stelle della bandiera dell’Unione europea. |                    | |            |                  |                                 |
| | Portogallo         | 500º anniversario della nascita di Fernão Mendes Pinto                                                                               | 520.000    | 8 settembre 2011 | Isabel Carriço, Fernando Branco |
| Descrizione: la parte interna della moneta reca una nave che veleggia su numerose iscrizioni ondiformi facenti riferimento al Portogallo, a Lisbona, al suo libro e ad alcune sue destinazioni di viaggio. La scritta «Portugal» campeggia al di sotto. Il suo nome attorniato dagli anni «1511» e «2011» figura sull'area superiore della parte interna. Sull’anello esterno della moneta figurano le 12 stelle della bandiera dell’Unione europea. |                    | |            |                  |                                 |
| | Finlandia          | 200º anniversario della Banca Finlandese                                                                                             | 1.600.000  | 17 ottobre 2011  | Hannu Veijalainen               |
| Descrizione: al centro del disegno è inciso l’uccello nazionale finlandese, il cigno selvatico. Le ali del cigno separano le indicazioni degli anni «1811» (in basso a destra) e «2011» (in centro a sinistra). La lettera «V» sotto l’ala sinistra del cigno indica il cognome dell’autore, Hannu Veijalainen. Sulla parte bassa figurano la sigla del paese emittente «FI» e il marchio della zecca. Sull’anello esterno della moneta figurano le 12 stelle della bandiera dell’Unione europea. |                    | |            |                  |                                 |
| | Malta              | Prime elezioni dei rappresentanti del 1849 1ª moneta della serie dedicata alla storia costituzionale                                 | 430.000    | 17 ottobre 2011  | Ganni Bonnici                   |
| Descrizione: al centro della moneta è raffigurata una mano che introduce una scheda elettorale nell'urna. In basso è indicato il millesimo di conio, «2011». In alto, ad arco verso destra lungo l'anello interno, si legge «Malta, prime elezioni dei rappresentanti, 1849». Sull’anello esterno della moneta figurano le 12 stelle della bandiera dell’Unione europea. |                    | |            |                  |                                 |
| | Città del Vaticano | Giornata mondiale della gioventù 2011                                                                                                | 115.000    | 18 ottobre 2011  | Orietta Rossi                   |
| Descrizione: la parte interna della moneta presenta, al centro, alcuni giovani e bandiere, oltre al marchio della zecca «R» e al millesimo di conio «2011». Nella parte superiore dell'anello interno, ad arco da sinistra a destra, le scritte «XXVI» e «G.M.G» per Giornata mondiale della gioventù; in basso, il nome del paese di emissione «CITTÀ DEL VATICANO». Sull’anello esterno della moneta figurano le 12 stelle della bandiera dell’Unione europea. |                    | |            |                  |                                 |